# Jász-Nagykun-Szolnok
Jász-Nagykun-Szolnok é um condado (megye em húngaro) da Hungria. Sua área é de 5.581,70 km²; a população, em 2007, era de 403.622 habitantes, sendo que a maioria deles vive em cidades. Sua capital é a cidade de Szolnok.
O condado é atravessado por dois importantes rios - o Tisza e o Körös.

## Cidades
- Jászberény (28,293)
- Törökszentmiklós (23,145)
- Karcag (22,738)
- Mezőtúr (19,483)
- Tiszafüred (13,953)
- Kisújszállás (12,869)
- Tiszaföldvár (12,068)
- Túrkeve (10,181)
- Jászapáti (9,967)
- Kunszentmárton (9,764)
- Jászárokszállás (8,240)
- Kunhegyes (8,601)
- Martfű (7,366)
- Újszász (6,968)
- Jászfényszaru (5,841)
- Jászkisér (5,559)
- Rákóczifalva (5,446)
- Kenderes (5,329)
- Abádszalók (4,677)